# Ryo Tanabashi
Ryo Tanabashi  (* 2. März 1907 in Shizuoka; † 5. Mai 1974 in Kyoto) war ein japanischer Bauingenieur.

## Leben
Tanabashi ging in Nagoya zur Schule und studierte 1926 bis 1929 an der Universität Kyōto. 1929 bis 1931 war er Dozent an der Technischen Universität in Kobe, war dann Assistenzprofessor an der Universität Kyoto und wurde dort 1936 promoviert. 1945 erhielt er eine volle Professur und 1951 wurde er dort Gründungsdirektor des Forschungsinstituts für Verhinderung von Naturkatastrophen. 1970 wurde er emeritiert und lehrte an der Kinki-Universität in Osaka.
Er entwickelte 1937 eine damals revolutionäre Methode der Bemessung von Gebäuden für Erdbeben über die Energieaufnahme bis zum plastischen Grenzfall gemäß der Traglasttheorie. Das Kriterium wurde 1956 durch George W. Housner beim Alaska-Erdbeben bei einer Ölraffinerie verifiziert.

## Schriften
- On the Resistance of Structures to Earthquake Shocks. In: Memoirs of the College of Engineering, Kyoto Imperial University, Band IX, Nr. 4, 1937
- Angenähertes Verfahren zur Ermittlung der maximalen und minimalen Biegemomente von Rahmentragwerken. In: Memoirs of the College of Engineering, Kyoto Imperial University, Band IX, Nr. 4, 1937
- Systematische Auflösung der Elastizitätsgleichungen des Stockwerkrahmens und die Frage der Einflusslinie. In: Memoirs of the College of Engineering, Kyoto, Band 10, Nr. 4, 1938
- Studies on the Nonlinear Vibration of Structures Subjected to Destructive Earthquakes, Proc. WCEE, Berkeley, 1956
- Analysis of Statically Indeterminate Structures in the Ultimate State. Bulletin 20, Disaster Prevention Research Institute, Kyoto University, 1958

| Personendaten    | Personendaten            |
| ---------------- | ------------------------ |
| NAME             | Tanabashi, Ryo           |
| KURZBESCHREIBUNG | japanischer Bauingenieur |
| GEBURTSDATUM     | 2. März 1907             |
| GEBURTSORT       | Shizuoka                 |
| STERBEDATUM      | 5. Mai 1974              |
| STERBEORT        | Kyoto                    |